# 谢耶区
谢耶区（匈牙利語：Sellyei járás），是匈牙利巴兰尼亚州的一个区，总面积493.69平方公里，总人口14,192人（2011年），人口密度29人/平方公里。中心城市为謝耶。

## 市镇
谢耶区包含一个城镇、一个大村和36个村庄。